# Myrmobomyia malayana
Myrmobomyia malayana är en stekelart som beskrevs av Alex Gumovsky och Boucek 2005. Myrmobomyia malayana ingår i släktet Myrmobomyia och familjen finglanssteklar. Inga underarter finns listade i Catalogue of Life.